# 柳叶红茎黄芩
柳叶红茎黄芩（学名：Scutellaria yunnanensis var. salicifolia）为唇形科黄芩属下的一个变种。

## 扩展阅读
- 維基物種上的相關：柳叶红茎黄芩